# Jakob Rigler
Jakob Rigler, slovenski jezikoslovec, profesor in urednik, * 2. december 1929, Nove Ložine na Kočevskem, † 8. julij 1985, Ljubljana.

## Življenje in delo
Osnovno šolo je obiskoval v Ribnici. Prve gimnazijske razrede je opravil v Kočevju in po vojni nadaljeval šolanje v Ljubljani, kjer je 1948 maturiral. Vpisal se je na slavistični oddelek ljubljanske Filozofske fakultete, za ožje študijsko področje je izbral slovenščino in ruščino. V študijskih letih je za znanstvene obravnave slovenskega jezika tri leta zapored prejel Prešernovo nagrado za študente. Doktoriral je 1960 z doktorsko disertacijo Južnonotranjski govori, ki je v dopolnjeni obliki izšla čez tri leta pri SAZU. 
Rigler je bil znanstveni svetnik na Inštitutu za slovenski jezik Frana Ramovša ZRC SAZU, tik pred smrtjo (1985) pa je bil izvoljen tudi za dopisnega (izrednega) člana SAZU. Sodeloval je pri pripravah za Slovenski, Splošnoslovanski in Evropski lingvistični atlas. Bil je član komisije za pravopis, pravorečje in gramatiko in komisije za zgodovinske slovarje. 
Od 1972 do 1974 je predsedoval Zvezi slavističnega društva Slovenije. Bil je urednik Slavistične revije in sourednik Zbranega dela I. Frana Ramovša. 
Z dialektološkimi razpravami je zajel celotno jezikovno ozemlje. Na podlagi narečnega in zgodovinskega gradiva je obravnaval doslej nerazložene ali napačno pojasnjene glasovne pojave slovenskega jezika, ki jih je opisoval in razlagal v njihovi sistemski povezanosti in soodvisnosti. Za sofijski mednarodni slavistični kongres (1963) je napisal razpravo Pregled osnovnih razvojnih etap v slovenskem vokalizmu, ki je bila sprejeta kot metodološka novost.  
1983 je s Tinetom Logarjem izdal Karto slovenskih narečij.
Ukvarjal se je z jezikom slovenskih protestantov, zlasti Trubarjevim, o tem napisal več razprav, celovit prikaz je strnil v monografiji Začetki slovenskega knjižnega jezika (1968). Rigler je avtor teze, da je Trubar za osnovo knjižnega jezika izbral govorico Ljubljane in ne Rašice.
Sodeloval je pri pripravah za Slovar slovenskega knjižnega jezika in izdelavi Načrta pravil za novi slovenski pravopis. 

## Izbrana bibliografija
- Južnonotranjski govori. Akcent in glasoslovje govorov med Snežnikom in Slavnikom. Ljubljana, 1963. (COBISS)
- Osnove Trubarjevega jezika. Ljubljana, 1965. (COBISS)
- Pregled osnovnih razvojnih etap v slovenskem vokalizmu. Sofija, 1965. (COBISS)
- Začetki slovenskega knjižnega jezika. Ljubljana, 1968. (COBISS)
- Akcentske variante I, II, III. Ljubljana, 1970, 1971, 1978. (COBISS)
- Fran Ramovš. ZD. Prva knjiga (sourednik). Ljubljana, 1971. (COBISS)
- H kritikam pravopisa, pravorečja in oblikoslovja v SSKJ. Ljubljana, 1971. (COBISS)
- Fonološki opisi srpskohrvatskih/hrvatskosrpskih, slovenačkih i makedonskih govora, obuhvaćenih Opšteslovenskim lingvističkim atlasom(soavtor). Sarajevo, 1981. (COBISS)
- Karta slovenskih narečij (soavtor). Ljubljana, 1983. (COBISS)
- Slovenska krajevna imena (soavtor). Ljubljana, 1985. (COBISS)
- Zbrani spisi 1. Jezikovnozgodovinske in dialektološke razprave, Ljubljana, ZRC SAZU, 2001